# Han-devant-Pierrepont
Han-devant-Pierrepont è un comune francese di 132 abitanti situato nel dipartimento della Meurthe e Mosella nella regione del Grand Est.
Fino al 1º gennaio 1997 questo comune è appartenuto al dipartimento della Mosa, Arrondissement di Verdun, Cantone di Spincourt.

## Società

### Evoluzione demografica
Abitanti censiti